# Hemigrammus ocellifer
Espèce
Synonymes
- Hemibrycon ocellifer
- Tetragonopterus ocellifer

Hemigrammus ocellifer plus communément appelé le Feu de position, est une espèce de poissons de la famille des Characidés. Il tient son nom des taches qu'il a au-dessus de l'œil et de sa nageoire caudale. Il fut décrit pour la première fois par Steindachner en 1882.

## Description
Il ressemble à Hemigrammus pulcher. La moitié supérieure du corps est grisâtre aux reflets dorés et l'autre moitié inférieure est plus claire aux reflets argentés. Le bord supérieur de l'œil est coloré de rouge. Il mesure jusqu'à 5 cm.
Le mâle est généralement beaucoup plus petit et svelte que la femelle. On peut voir que la vessie natatoire du mâle est plus pointue et plus arrondie, et partiellement cachée chez la femelle.

## Habitat et répartition
Ce poisson provient d'Amérique du Sud, notamment dans les rivières de Guyane, Suriname, Guyana, bassin amazonien, au Brésil et au Pérou.
Ils vivent dans les régions côtières, et préfèrent les eaux douces qui ont un léger courant.

## Alimentation
Omnivore à tendance carnivore.

## En aquarium
Poisson paisible et grégaire, il a besoin d'être maintenu en groupe. Il est plus tolérant à la qualité de l'eau que les autres espèces du genre Hemigrammus.
Un petit bac (60L) densément planté lui convient. Le pH peut aller de 6,0 à 8,0 et la dureté de 5 °d GH à 19 °d GH avec une température de 24 °C.

## Synonymes
Ce taxon admet les synonymes latins suivants :
- Hemibrycon ocellifer
- Tetragonopterus ocellifer